# جامعة المنستير
جامعة المنستير هي جامعة تونسية تضم المؤسسات العليا الموجودة بولايتي المنستير والمهدية.

## تاريخها
أحدثت جامعة المنستير بمقتضى القانون عدد 86 – 80 لسنة 1986 المؤرخ في 9 أوت 1986، إلا أنها في عام 1991 أصبحت تسمى جامعة الوسط وذلك طبقا لمقتضيات الأمر عدد 91 -1991 لسنة 1991 المؤرخ في 31 ديسمبر 1991 وكانت تشرف في نفس الوقت على مؤسسات التعليم العالي بولايات المنستير وسوسة والقيروان والمهدية. لتقع العودة إلى التسمية القديمة طبقا للأمر عدد 2102 لسنة 2004 المؤرخ في 2 سبتمبر 2004، والذي أحدثت بموجبه جامعة المنستير الحالية.

## لمحة
- تضم جامعة المنستير ما مجموعه 86 وحدة بحث من بينها 31 وحدة بكلية الطب و18 بكلية العلوم و17 بكلية الصيدلة. كما تضم 12 مخبر بحث 5 منها بكلية العلوم.
- طبقا لإحصائيات السنة الجامعية 2007- 2008 تضمّ جامعة المنستير: 27410 طالبا، وتعتبر كلية العلوم الأهم من حيث عدد طلبتها بـ:5900 طالب تليها كلية العلوم الاقتصادية والتصرّف 3562 طالب ثم المعهد العالي للبيوتكنولوجيا بـ2198 طالب.
- أما الإطار التدريسي فيضم: 1860 يتوزعون كما يلي: 704 مدرس جامعي، 367 استشفائي جامعي، 216 أستاذ تعليم ثانوي، 565 متعاقد تونسي،08 متعاقد أجنبي.

## مؤسساتها
تضم جامعة المنستير 5 كليات و9 معاهد عليا ومدرستين أي ما مجموعه 16 مؤسسة عليا هي:
- كلية الطب بالمنستير
- كلية العلوم بالمنستير
- كلية طب الأسنان بالمنستير
- كلية الصيدلة بالمنستير
- كلية العلوم الاقتصادية والتصرف بالمهدية
- المعهد التحضيري للدراسات الهندسية بالمنستير
- المعهد العالي للإعلامية بالمهدية
- المعهد العالي للإعلامية والرياضيات بالمنستير
- المعهد العالي للبيوتكنولوجيا بالمنستير
- المعهد العالي للفنون والحرف بالمهدية
- المعهد العالي للدراسات التطبيقية في الإنسانيات بالمهدية
- المعهد العالي للغات المطبقة في الأعمال والسياحة بالمكنين
- المعهد العالي لمهن الموضة بالمنستير
- المعهد العالي للعلوم التطبيقية والتكنولوجيا بالمهدية
- المدرسة الوطنية للمهندسين بالمنستير
- المدرسة العليا لعلوم وتطبيقات الصحة بالمنستير

## وصلة خارجية
- موقع جامعة المنستير.